# Nørre Omme Kirke
Nørre Omme Kirke ligger 1 km fra Grønbjerg i Nørre Omme Sogn i Ringkøbing-Skjern Kommune (Viborg Stift).

## Udseende og interiør
Kirken er opført af kvadre af granitsten i romansk stil med en kassemur på en simpel skråkantsokkel. Tårnet mod vest har i bunden samme type granitsten som resten af kirken, mens den øverste del er hvidkalket. Kirken har blytag. På nordsiden er der indgang via våbenhuset.
Det oprindelige stenalter anvendes fortsat i kirken, idet det dog siden 1622 har været beklædt med træ på siderne og bordet. Altertavlen er hentet fra Hee Kirke i 1641. Den ottesidede prædikestol kom til efter reformationen i 1620'erne.
Orglet i kirken er et pibeorgel med seks stemmer.

## Historie
Første skriftlige vidnesbyrd om kirken er fra Ribe Oldemoder fra omkring 1330, hvor den omtales som Om Kirke, men den er givetvis ældre, idet arkæologiske udgravninger har vist ganske stor aktivitet i området fra før-kristen tid, og et bud på opførelsestidspunkt er omkring år 1100. Årsagen til, at man ved dette, er, at kirken er bygget med natursten, og at langt de fleste kirker, der er opført efter 1160, er bygget med mursten, idet teglfremstilling blev almindelig kendt på dette tidspunkt.
Placeringen af kirken er af flere grunde usædvanlig: For det første ligger den ikke som de fleste andre kirker centralt i sognet, men ret tæt på sognets sydlige grænse; dette kan skyldes, at den største del af sognets befolkning boede i denne del, mens den nordlige del var meget sparsomt beboet. For det andet blev den ikke som mange andre kirker bygget på et højt punkt i landskabet, men tværtimod i en lavning omgivet af mose og sump.
Kirken havde oprindeligt hverken våbenhus eller tårn. Tårnet er kommet til i den sene middelalder, antageligt kort før reformationen. Da tårnets trækonstruktion i midten af det 19. århundrede var i dårlig stand, lod ejeren afskære de rådne bjælkeender, hvilket gjorde tårnet 2 alen (ca. 1,25 m) lavere.
I tidens løb er der sket flere større og mindre restaureringer af kirken, oprindeligt betalt ved hjælp af den tiende, der blev indkrævet. Blandt andet har kirkens blytag ofte krævet vedligehold, men som privatejet bygning blev kirkens vedligehold ofte udsat. Dette ændrede sig først for alvor, da den i 1914 blev købt af sognets menighed. I første omgang blev omgivelserne forbedret, lige som der i 1919 blev installeret et orgel. I 1947 og igen i 1972 blev prædikestolen repareret.
I 1961 gennemgik bygningen en gennemgribende renovering, hvor den var lukket i en længere periode. Blandt de problemer, der blev løst, var, at murene var ved at skride, lige som gulvet blev udskiftet. Ligeledes blev et ellers tilmuret vindue i nordenden gjort fri, og der blev indsat en glasmosaik. Året efter blev ligkapellet opført, og senere har man tilkøbt jord fra nabogrunde. Orglet blev udskiftet i 1977.